# Staroslovenci
Staroslovenci so bili politična smer in tabor v slovenskem političnem in kulturnem razvoju v šestdesetih in sedemdestih letih 19. stoletja in so nasprotna skupina mladoslovencem. Zgled za poimenovanje so vzeli iz češkega političnega življenja (staročehi in mladočehi). Ta delitev se je začela v šestdesetih letih 19. stoletja ter postala očitna ob vprašanju časopisja po letu 1865. Znano ime te dobe je Janez Bleiweis, ki je leta 1843 ustanovil časopis Kmetijske in rokodelske novice. Nasprotja med staroslovenci in mladoslovenci se kažejo predvsem iz liberalne in svobodomiselne usmeritve mladoslovencev ter naraščajočega nasprotovanja temu veljaku ter t. i. prvakom. Bleiweis je užival velik ugled na začetku ustavne dobe (1861), ta pa je začel upadati, ko so se porodila številna kulturna ter druga vprašanja: kje bo ljubljanska čitalnica, ali naj izhaja politični časopis stranke v slovenščini ali nemščini, ali je dovoljena kritika o politiki Slovencev v državnem zboru, ali naj se prvo mesto nameni Francetu Prešernu ali Jovanu Koseskemu idr. V teh napadih so ves čas poudarjali, da ne sme nihče misliti drugače kakor Bleiweis in da o vsem odloča sam. Lep primer tega je pesem Josipa Stritarja Dunajski soneti, v kateri pesnik zbadljivo zapiše, da sega Bleiweisova oblast od Drave do Soče in da ga Slovenija "moli enoglasno". 